# نیو لیجیه
نیو لیجیه (انگلیسی: Niu Lijie؛ زادهٔ ۱۲ آوریل ۱۹۶۹) بازیکن فوتبال زن اهل چین بود.
وی همچنین در تیم ملی فوتبال زنان چین بازی کرده‌است.